# Росія на літніх Олімпійських іграх 2016
Росію на літніх Олімпійських іграх 2016 представляли 339 спортсменів у 26 видах спорту.

## Допінговий скандал
Після декількох попередніх розслідувань протягом 2014—2015 років та публікації звіту комісії всесвітнього антидопінгового агентства (ВАДА) з розслідування діяльності російського антидопінгового агентства від 9 листопада 2015 Рада Міжнародної асоціації легкоатлетичних федерацій (ІААФ) своїм рішенням від 13 листопада тимчасово відсторонила Росію від змагань під своєю егідою на невизначений період. Рішення було прийняте 22 голосами з 23. Прийняте рішення унеможливило участь збірної легкоатлетів Росії в Олімпійських іграх в Ріо-де-Жанейро 2016 року.

## Спортсмени
| Дисципліна                      | Чоловіки | Жінки | Разом |
| ------------------------------- | -------- | ----- | ----- |
| Стрільба з лука                 | 0        | 3     | 3     |
| Бадмінтон                       | 3        | 1     | 4     |
| Бокс                            | 9        | 2     | 11    |
| Веслування на байдарках і каное | 15       | 4     | 19    |
| Велоспорт                       | 12       | 6     | 18    |
| Стрибки у воду                  | 4        | 4     | 8     |
| Кінний спорт                    | 3        | 2^    | 5     |
| Фехтування                      | 8        | 8     | 16    |
| Гольф                           | 0        | 1     | 1     |
| Гімнастика                      | 7        | 14    | 21    |
| Гандбол                         | 0        | 14    | 14    |
| Дзюдо                           | 7        | 4     | 11    |
| Сучасне п'ятиборство            | 2        | 2     | 4     |
| Академічне веслування           | 21       | 11    | 32    |
| Вітрильний спорт                | 4        | 3     | 7     |
| Стрільба                        | 13       | 7     | 20    |
| Плавання                        | 24       | 12    | 36    |
| Синхронне плавання              | -        | 9     | 9     |
| Теніс                           | 5        | 6     | 11    |
| Настільний теніс                | 1        | 2     | 3     |
| Тхеквондо                       | 2        | 1     | 3     |
| Тріатлон                        | 3        | 3     | 6     |
| Волейбол                        | 16       | 14    | 30    |
| Водне поло                      | 0        | 13    | 13    |
| Важка атлетика                  | 5        | 3     | 8     |
| Боротьба                        | 12       | 5     | 17    |
| Разом                           | 191      | 148   | 339   |

## Нагороди
| Медаль | Спортсмен | Вид спорту                      | Дисципліна                                                    |
| ------ | --- | ------------------------------- | ------------------------------------------------------------- |
| Золото | Беслан Мудранов | Дзюдо                           | чоловіки, до 60 кг                                            |
| Золото | Яна Єгорян | Фехтування                      | жінки, індивідуальна шабля                                    |
| Золото | Хасан Халмурзаєв | Дзюдо                           | чоловіки, до 81 кг                                            |
| Золото | Інна Дериглазова | Фехтування                      | жінки, індивідуальна рапіра                                   |
| Золото | Тимур Сафін Олексій Черемісінов Артур Ахматхузін | Фехтування                      | чоловіки, командна рапіра                                     |
| Золото | Катерина Дяченко Юлія Гаврилова Яна Єгорян Софія Велика | Фехтування                      | жінки, командна шабля                                         |
| Золото | Катерина Макарова Олена Весніна | Теніс                           | жіночий парний турнір                                         |
| Золото | Алія Мустафіна | Гімнастика                      | жінки, різновисокі бруси                                      |
| Золото | Роман Власов | Боротьба                        | чоловіки до 75 кг                                             |
| Золото | Давит Чекватадзе | Боротьба                        | чоловіки до 85 кг                                             |
| Золото | Євген Тищенко | Бокс                            | чоловіки, до 91 кг                                            |
| Золото | Світлана Романишина Наталія Іщенко | Синхронне плавання              | дуети                                                         |
| Золото | Влада Чигирьова Наталія Іщенко Світлана Колесніченко Олександра Пацкевич Світлана Ромашина Алла Шишкіна Марія Шурочкіна Гелена Топіліна Олена Прокоф'єва | Синхронне плавання              | групи                                                         |
| Золото | Жіноча збірна Росії з гандболу Ганна Седойкіна Поліна Кузнецова Дар'я Дмитрієва Ганна Сень Ольга Левіна Ганна Вяхирєва Марина Судакова Владлена Бобровникова Вікторія Жілінскайте Катерина Маренникова Ірина Близнова Катерина Ільїна Майя Петрова Тетяна Єрохіна Вікторія Калініна | Гандбол                         | жінки                                                         |
| Золото | Абдулрашид Садулаєв | Боротьба                        | чоловіки, до 86 кг                                            |
| Золото | Маргарита Мамун | Гімнастика                      | жінки, індивідуальне багатоборство                            |
| Золото | Олександр Лесун | Сучасне п'ятиборство            | чоловіки                                                      |
| Золото | Віра Бірюкова Анастасія Близнюк Анастасія Максимова Анастасія Татарєва Марія Толкачова | Гімнастика                      | жінки, групове багатоборство                                  |
| Золото | Сослан Рамонов | Боротьба                        | чоловіки, до 65 кг                                            |
| Срібло | Віталіна Бацарашкіна | Стрільба                        | жінки, пневматичний пістолет, 10 метрів                       |
| Срібло | Туяна Дашидоржиєва Ксенія Перова Інна Степанова | Стрільба з лука                 | Командна першість, жінки                                      |
| Срібло | Софія Велика | Фехтування                      | Шабля, особиста першість                                      |
| Срібло | Денис Аблязін Давид Белявський Іван Стретович Микола Куксенков Микита Нагорний | Гімнастика                      | Командні змагання, чоловіки                                   |
| Срібло | Юлія Єфімова | Плавання                        | 100 м брасом, жінки                                           |
| Срібло | Ангеліна Мельникова Алія Мустафіна Марія Пасєка Дарія Спірідонова Седа Тутхалян | Гімнастика                      | Командні змагання, жінки                                      |
| Срібло | Ольга Забелінська | Велоспорт                       | Роздільна гонка, жінки                                        |
| Срібло | Юлія Єфімова | Плавання                        | 200 м брасом, жінки                                           |
| Срібло | Дар'я Шмельова Анастасія Войнова | Велоспорт                       | Командний спринт, жінки                                       |
| Срібло | Сергій Каменський | Стрільба                        | Дрібнокаліберна гвинтівка, 50 метрів, три положення, чоловіки |
| Срібло | Марія Пасєка | Гімнастика                      | опорний стрибок, жінки                                        |
| Срібло | Денис Аблязін | Гімнастика                      | опорний стрибок, чоловіки                                     |
| Срібло | Валерія Коблова | Боротьба                        | до 58 кг, жінки                                               |
| Срібло | Наталія Воробйова | Боротьба                        | до 69 кг, жінки                                               |
| Срібло | Олексій Денисенко | Тхеквондо                       | до 68 кг, чоловіки                                            |
| Срібло | Аніуар Гедуєв | Боротьба                        | до 74 кг, чоловіки                                            |
| Срібло | Яна Кудрявцева | Гімнастика                      | Художня гімнастика, індивідуальне багатоборство, жінки        |
| Бронза | Наталія Кузютіна | Дзюдо                           | до 52 кг, жінки                                               |
| Бронза | Тимур Сафін | Фехтування                      | індивідуальна рапіра, чоловіки                                |
| Бронза | Володимир Масленніков | Стрільба                        | Пневматична гвинтівка, 10 метрів, чоловіки                    |
| Бронза | Антон Чупков | Плавання                        | 200 метрів брасом, чоловіки                                   |
| Бронза | Віолетта Колобова Тетяна Логунова Любов Шутова Ольга Кочнева | Фехтування                      | командна шпага, жінки                                         |
| Бронза | Алія Мустафіна | Гімнастика                      | абсолютна першість, жінки                                     |
| Бронза | Євген Рилов | Плавання                        | 200 метрів на спині, чоловіки                                 |
| Бронза | Кирило Григорян | Стрільба                        | гвинтівка лежачи, 50 метрів, чоловіки                         |
| Бронза | Стефанія Єлфутіна | Вітрильний спорт                | Віндсерфінг (RS: X)                                           |
| Бронза | Денис Дмітрієв | Велоспорт                       | спринт, чоловіки                                              |
| Бронза | Денис Аблязін | Гімнастика                      | кільця, чоловіки                                              |
| Бронза | Сергій Семенов | Боротьба                        | Греко-римська боротьба до 130 кг                              |
| Бронза | Роман Аношкін | Веслування на байдарках і каное | Байдарки-одиночки, 1000 м, чоловіки                           |
| Бронза | Давид Белявський | Гімнастика                      | паралельні бруси, ччоловіки                                   |
| Бронза | Анастасія Бєлякова | Бокс                            | до 60 кг, жінки                                               |
| Бронза | Володимир Нікітін | Бокс                            | до 56 кг, чоловіки                                            |
| Бронза | Катерина Букіна | Боротьба                        | Вільна боротьба до 75 кг, жінки                               |
| Бронза | Жіноча збірна Росії з водного поло Ганна Устюхіна Марія Борисова Катерина Прокоф'єва Елвіна Карімова Надія Федотова Ольга Бєлова Катерина Лісунова Анастасія Симанович Ганна Тимофєєва Євгенія Соболєва Євгенія Іванова Ганна Гриньова Ганна Карнаух                                | Водне поло                      | жіночий турнір                                                |
| Бронза | Віталій Дунайцев | Бокс                            | до 64 кг, чоловіки                                            |

## Стрільба з лука
| Спортсмен                                                                    | Дисципліна                     | Попередній раунд | Попередній раунд | 1/32 фіналу        | 1/16 фіналу           | 1/8 фіналу           | Чвертьфінали       | Півфінали          | Фінал / БМ                 | Фінал / БМ       |
| Спортсмен                                                                    | Дисципліна                     | Результат        | Сіяний           | Суперник Результат | Суперник Результат    | Суперник Результат   | Суперник Результат | Суперник Результат | Суперник Результат         | Місце            |
| ---------------------------------------------------------------------------- | ------------------------------ | ---------------- | ---------------- | ------------------ | --------------------- | -------------------- | ------------------ | ------------------ | -------------------------- | ---------------- |
| Дашидоржиєва Туяна Норполівна                                                | індивідуальна першість (жінки) | 654              | 5                | Карма (BHU) W 7–3  | Cao H (CHN) L 4–6     | Завершила виступ     | Завершила виступ   | Завершила виступ   | Завершила виступ           | Завершила виступ |
| Перова Ксенія Віталіївна                                                     | індивідуальна першість (жінки) | 641              | 17               | Санчес (COL) W 6–4 | Степанова (RUS) L 3–7 | Завершив виступ      | Завершив виступ    | Завершив виступ    | Завершив виступ            | Завершив виступ  |
| Степанова Інна Яківна                                                        | індивідуальна першість (жінки) | 643              | 16               | Нематі (IRI) W 6–2 | Перова (RUS) W 7–3    | Choi M-s (KOR) L 3–7 | Завершив виступ    | Завершив виступ    | Завершив виступ            | Завершив виступ  |
| Дашидоржиєва Туяна Норполівна Перова Ксенія Віталіївна Степанова Інна Яківна | командна першість (жінки)      | 1938             | 2                | Н/Д                | Н/Д                   | Bye                  | Індія (IND) W 5–4  | Італія (ITA) W 5–3 | Південна Корея (KOR) L 1–5 | 2                |

## Легка атлетика
Легенда
- Note – для трекових дисциплін місце вказане лише для забігу, в якому взяв участь спортсмен
- Q = пройшов у наступне коло напряму
- q = пройшов у наступне коло за добором (для трекових дисциплін - найшвидші часи серед тих, хто не пройшов напряму; для технічних дисциплін - увійшов до визначеної кількості фіналістів за місцем якщо напряму пройшло менше спортсменів, ніж визначена кількість)
- NR = Національний рекорд
- N/A = Коло відсутнє у цій дисципліні
- Bye = спортсменові не потрібно змагатися у цьому колі

Технічні дисципліни
| Спортсмен              | Дисципліна                | Кваліфікація       | Кваліфікація | Фінал              | Фінал |
| Спортсмен              | Дисципліна                | Результат у метрах | Місце        | Результат у метрах | Місце |
| ---------------------- | ------------------------- | ------------------ | ------------ | ------------------ | ----- |
| Клішина Дарія Ігорівна | стрибки в довжину (жінки) | 6.64               | 8 q          | 6.63               | 9     |

## Бадмінтон
| Спортсмен                     | Дисципліна                  | Груповий етап                             | Груповий етап                          | Груповий етап                                   | Груповий етап | Вибування          | Чвертьфінал                                    | Півфінал           | Фінал / БМ         | Фінал / БМ       |
| Спортсмен                     | Дисципліна                  | Суперник Результат                        | Суперник Результат                     | Суперник Результат                              | Місце         | Суперник Результат | Суперник Результат                             | Суперник Результат | Суперник Результат | Місце            |
| ----------------------------- | --------------------------- | ----------------------------------------- | -------------------------------------- | ----------------------------------------------- | ------------- | ------------------ | ---------------------------------------------- | ------------------ | ------------------ | ---------------- |
| Володимир Мальков             | одиночний розряд (чоловіки) | Нгуєн Т М (VIE) L (21–15, 9–21, 13–21)    | Lin D (CHN) L (18–21, 7–21)            | Оберностерер (AUT) W (21–11, 21–10)             | 3             | Завершив виступ    | Завершив виступ                                | Завершив виступ    | Завершив виступ    | Завершив виступ  |
| Володимир Іванов Іван Созонов | Парний розряд (чоловіки)    | Lee S-m / Tsai C-h (TPE) W (21–11, 22–20) | Чау / Серасіньє (AUS) W (21–16, 21–16) | Lee Y-d / Yoo Y-s (KOR) W (21–17, 19–21, 21–16) | 1 Q           | Н/Д                | Chai B / Hong Wi (CHN) L (13–21, 21–16, 16–21) | Завершив виступ    | Завершив виступ    | Завершив виступ  |
| Наталя Пермінова              | одиночний розряд (жінки)    | Бальдойф (AUT) W (21–17, 21–8)            | Tai T-y (TPE) L (12–21, 9–21)          | Н/Д                                             | 2             | Завершила виступ   | Завершила виступ                               | Завершила виступ   | Завершила виступ   | Завершила виступ |

## Бокс
Чоловіки
| Спортсмен                      | Категорія | 1/16 фіналу          | 1/8 фіналу             | Чвертьфінали       | Півфінали               | Фінал              | Фінал           |
| Спортсмен                      | Категорія | Суперник Результат   | Суперник Результат     | Суперник Результат | Суперник Результат      | Суперник Результат | Місце           |
| ------------------------------ | --------- | -------------------- | ---------------------- | ------------------ | ----------------------- | ------------------ | --------------- |
| Василь Єгоров                  | до 49 кг  | Bye                  | Ернандес (USA) L 0–3   | Завершив виступ    | Завершив виступ         | Завершив виступ    | Завершив виступ |
| Алоян Михайло Суренович        | до 52 кг  | Bye                  | Конкі (FRA) W 3–0      | Авіла (COL) W 3–0  | Hu Jg (CHN) W 3–0       | Зоїров (UZB) L 0–3 | DSQ             |
| Vladimir Nikitin               | до 56 кг  | Варавара (VAN) W 3–0 | Бутді (THA) W 2–1      | Конлен (IRL) W 3–0 | Стівенсон (USA) L WO    | Завершив виступ    | 3               |
| Адлан Абдурашидов              | до 60 кг  | Катуа (PNG) W 3–0    | Бенбазіз (ALG) L 0–3   | Завершив виступ    | Завершив виступ         | Завершив виступ    | Завершив виступ |
| Дунайцев Віталій Володимирович | до 64 кг  | Bye                  | Чинзоріг (MGL) W 3–0   | Hu Qx (CHN) W 3–0  | Гаїбназаров (UZB) L 1–2 | Завершив виступ    | 3               |
| Замковий Андрій Вікторович     | до 69 кг  | Оквірі (KEN) L 1–2   | Завершив виступ        | Завершив виступ    | Завершив виступ         | Завершив виступ    | Завершив виступ |
| Артем Чеботарьов               | до 75 кг  | Bye                  | Шахсуварлі (AZE) L 1–2 | Завершив виступ    | Завершив виступ         | Завершив виступ    | Завершив виступ |
| Петро Хамуков                  | до 81 кг  | Рамірес (VEN) L 1–2  | Завершив виступ        | Завершив виступ    | Завершив виступ         | Завершив виступ    | Завершив виступ |
| Тищенко Євген Андрійович       | до 91 кг  | Bye                  | Ногейра (BRA) W 3–0    | Руссо (ITA) W 3–0  | Тулаганов (UZB) W 3–0   | Левіт (KAZ) W 3–0  | 1               |

Жінки
| Спортсменка                  | Категорія | 1/8 фіналу           | Чвертьфінали        | Півфінали           | Фінал               | Фінал            |
| Спортсменка                  | Категорія | Суперниця Результат  | Суперниця Результат | Суперниця Результат | Суперниця Результат | Місце            |
| ---------------------------- | --------- | -------------------- | ------------------- | ------------------- | ------------------- | ---------------- |
| Бєлякова Анастасія Євгенівна | до 60 кг  | Bye                  | Маєр (USA) W 2–0    | Мосселі (FRA) L TKO | Завершила виступ    | 3                |
| Ярослава Якушина             | до 75 кг  | Chen N-c (TPE) W 3–0 | Шилдс (USA) L 0–3   | Завершила виступ    | Завершила виступ    | Завершила виступ |

## Веслування на байдарках і каное

### Слалом
| Спортсмен                                  | Дисципліна     | Попередній раунд | Попередній раунд | Попередній раунд | Попередній раунд | Попередній раунд | Попередній раунд | Півфінал | Півфінал | Фінал            | Фінал            |
| Спортсмен                                  | Дисципліна     | Заплив 1         | Місце            | Заплив 2         | Місце            | Кращий           | Місце            | Час      | Місце    | Час              | Місце            |
| ------------------------------------------ | -------------- | ---------------- | ---------------- | ---------------- | ---------------- | ---------------- | ---------------- | -------- | -------- | ---------------- | ---------------- |
| Олександр Ліпатов                          | чоловіки К-1   | 101.78           | 10               | 98.72            | 7                | 98.72            | 10 Q             | 104.69   | 13       | Завершив виступ  | Завершив виступ  |
| Mikhail Kuznetsov Ларіонов Дмитро Олегович | Чоловіки's C-2 | 167.26           | 12               | 107.39           | 5                | 107.39           | 8 Q              | 112.39   | 8 Q      | 106.70           | 6                |
| Павло Ейгель                               | чоловіки Б-1   | 96.72            | 15               | 88.57            | 4                | 88.57            | 6 Q              | 92.43    | 7 Q      | 92.62            | 9                |
| Марта Харитонова                           | жінки Б-1      | 111.01           | 13               | 104.72           | 5                | 104.72           | 8 Q              | 160.39   | 15       | Завершила виступ | Завершила виступ |

### Спринт
Чоловіки
| Спортсмен                                                            | Дисципліна | Заїзди   | Заїзди | Півфінали | Півфінали | Фінал    | Фінал |
| Спортсмен                                                            | Дисципліна | Час      | Місце  | Час       | Місце     | Час      | Місце |
| -------------------------------------------------------------------- | ---------- | -------- | ------ | --------- | --------- | -------- | ----- |
| Аношкін Роман Сергійович                                             | Б-1 1000 м | 3:37.296 | 5 Q    | 3:34.833  | 1 FA      | 3:33.363 | 3     |
| Крайтор Андрій Сергійович                                            | С-1 200 м  | 39.985   | 1 Q    | 40.394    | 1 FA      | 40.105   | 6     |
| Євген Луканцов                                                       | Б-1 200 м  | 35.245   | 4 Q    | 35.567    | 7 FB      | 37.482   | 14    |
| Ілля Штокалов                                                        | К-1 1000 м | 4:02.626 | 3 Q    | 3:58.259  | 1 FA      | 4:00.963 | 3     |
| Ілля Штокалов Первухін Ілля Олексійович                              | К-2 1000 м | 3:43.105 | 3 Q    | 3:42.127  | 3 FA      | 3:46.776 | 5     |
| Аношкін Роман Сергійович Кирило Ляпунов Василь Погребан Олег Жестков | Б-4 1000 м | 2:56.662 | 4 Q    | 3:01.065  | 4 FB      | 3:06.825 | 9     |

Жінки
| Спортсменка                    | Дисципліна | Заїзди   | Заїзди | Півфінали | Півфінали | Фінал    | Фінал |
| Спортсменка                    | Дисципліна | Час      | Місце  | Час       | Місце     | Час      | Місце |
| ------------------------------ | ---------- | -------- | ------ | --------- | --------- | -------- | ----- |
| Elena Anyushina                | Б-1 500 м  | 1:52.597 | 3 Q    | 1:57.229  | 4 FB      | 1:57.202 | 9     |
| Elena Anyushina Кіра Степанова | Б-2 500 м  | 1:45.906 | 5 Q    | 1:42.439  | 2 FA      | 1:46.319 | 5     |

Пояснення до кваліфікації: FA = Кваліфікувались до фіналу A (за медалі); FB = Кваліфікувались до фіналу B (не за медалі)

## Велоспорт

### Шосе
| Спортсмен                   | Дисципліна                         | Час          | Місце        |
| --------------------------- | ---------------------------------- | ------------ | ------------ |
| Сергій Чернецький           | Групова шосейна гонка (чоловіки)   | 6:19:43      | 31           |
| Павло Кочетков              | Групова шосейна гонка (чоловіки)   | 6:22:23      | 38           |
| Павло Кочетков              | роздільна шосейна гонка (чоловіки) | 1:20:07.59   | 28           |
| Олексій Курбатов            | Групова шосейна гонка (чоловіки)   | Не фінішував | Не фінішував |
| Забелінська Ольга Сергіївна | групова шосейна гонка (жінки)      | 3:55:52      | 16           |
| Забелінська Ольга Сергіївна | роздільна шосейна гонка (жінки)    | 44:31.97     | 2            |

### Трек
Спринт
| Спортсмен                   | Дисципліна        | Кваліфікація           | Кваліфікація | Раунд 1                          | Втішний поєдинок 1              | Раунд 2                         | Втішний поєдинок 2              | Чвертьфінали                    | Півфінали                       | Фінал                                                               | Фінал            |                  |
| Спортсмен                   | Дисципліна        | Час Швидкість (км/год) | Місце        | Суперник Час Швидкість (км/год)  | Суперник Час Швидкість (км/год) | Суперник Час Швидкість (км/год) | Суперник Час Швидкість (км/год) | Суперник Час Швидкість (км/год) | Суперник Час Швидкість (км/год) | Суперник Час Швидкість (км/год)                                     | Місце            |                  |
| --------------------------- | ----------------- | ---------------------- | ------------ | -------------------------------- | ------------------------------- | ------------------------------- | ------------------------------- | ------------------------------- | ------------------------------- | ------------------------------------------------------------------- | ---------------- | ---------------- |
| Дмітрієв Денис Сергійович   | спринт (чоловіки) | 9.774 73.664           | 4 Q          | Сарнецький (POL) W 10.141 70.998 | Bye                             | Вебстер (NZL) W 10.102 71.273   | Bye                             | Боже (FRA) W 10.202, W 10.166   | Кенні (GBR) W 10.139, L, L      | Ґлетцер (AUS) W 10.105, W 10.190                                    | 3                |                  |
| Микита Шуршин               | спринт (чоловіки) | 10.418 69.111          | 26           | Завершив виступ                  | Завершив виступ                 | Завершив виступ                 | Завершив виступ                 | Завершив виступ                 | Завершив виступ                 | Завершив виступ                                                     | Завершив виступ  |                  |
| Шмельова Дар'я Михайлівна   | спринт (жінки)    | 11.230 64.113          | 22           | Завершила виступ                 | Завершила виступ                | Завершила виступ                | Завершила виступ                | Завершила виступ                | Завершила виступ                | Завершила виступ                                                    | Завершила виступ | Завершила виступ |
| Войнова Анастасія Сергіївна | спринт (жінки)    | 10.985 65.543          | 11 Q         | Мортон (AUS) W 11.503 62.592     | Bye                             | Zhong Ts (CHN) W 11.271 63.880  | Bye                             | Лігтле (NED) L, L               | Завершив виступ                 | поєдинок за 5-те місце Тяньши (CHN) Лі Хв (HKG) Krupeckaitė (LTU) L | 8                |                  |

Командна першість sprint
| Спортсмен                                             | Дисципліна               | Кваліфікація           | Кваліфікація | Півфінали                       | Півфінали | Фінал                           | Фінал |
| Спортсмен                                             | Дисципліна               | Час Швидкість (км/год) | Місце        | Суперник Час Швидкість (км/год) | Місце     | Суперник Час Швидкість (км/год) | Місце |
| ----------------------------------------------------- | ------------------------ | ---------------------- | ------------ | ------------------------------- | --------- | ------------------------------- | ----- |
| Шмельова Дар'я Михайлівна Войнова Анастасія Сергіївна | командний спринт (жінки) | 32.655 55.121          | 2 Q          | Канада (CAN) W 32.324 55.686    | 2 Q       | Китай (CHN) L 32.401 55.553     | 2     |

Кейрін
| Спортсмен                   | Дисципліна        | Перший раунд | Втішний поєдинок | Другий раунд     | Final            |
| Спортсмен                   | Дисципліна        | Місце        | Місце            | Місце            | Місце            |
| --------------------------- | ----------------- | ------------ | ---------------- | ---------------- | ---------------- |
| Дмітрієв Денис Сергійович   | Кейрін (чоловіки) | 4 R          | 2                | Завершив виступ  | Завершив виступ  |
| Шмельова Дар'я Михайлівна   | кейрін (жінки)    | 3 R          | 2                | Завершила виступ | Завершила виступ |
| Войнова Анастасія Сергіївна | кейрін (жінки)    | 4 R          | 1 Q              | 3 Q              | 4                |

### Маунтінбайк
| Спортсмен                   | Дисципліна             | Час     | Місце |
| --------------------------- | ---------------------- | ------- | ----- |
| Антон Сінцов                | маунтінбайк (чоловіки) | 1:37:38 | 12    |
| Калентьєва Ірина Миколаївна | маунтінбайк (жінки)    | 1:36:54 | 17    |

### BMX
| Спортсмен           | Дисципліна     | Кваліфікація | Кваліфікація | Чвертьфінал | Чвертьфінал | Півфінал        | Півфінал        | Фінал           | Фінал           |
| Спортсмен           | Дисципліна     | Результат    | Місце        | Очки        | Місце       | Очки            | Місце           | Результат       | Місце           |
| ------------------- | -------------- | ------------ | ------------ | ----------- | ----------- | --------------- | --------------- | --------------- | --------------- |
| Євгеній Комаров     | BMX (чоловіки) | 36.958       | 30           | 16          | 6           | Завершив виступ | Завершив виступ | Завершив виступ | Завершив виступ |
| Ярослава Бондаренко | BMX (жінки)    | 35.682       | 11           | Н/Д         | Н/Д         | 13              | 4 Q             | 36.017          | 5               |

## Стрибки у воду
Чоловіки
| Спортсмен                              | Дисципліна                   | Попередні змагання | Попередні змагання | Півфінали | Півфінали | Фінал           | Фінал           |
| Спортсмен                              | Дисципліна                   | Очки               | Місце              | Очки      | Місце     | Очки            | Місце           |
| -------------------------------------- | ---------------------------- | ------------------ | ------------------ | --------- | --------- | --------------- | --------------- |
| Євген Кузнецов                         | трамплін, 3 метри            | 449.90             | 4 Q                | 468.35    | 3 Q       | 481.35          | 4               |
| Захаров Ілля Леонідович                | трамплін, 3 метри            | 389.90             | 18 Q               | 345.60    | 18        | Завершив виступ | Завершив виступ |
| Віктор Мінібаєв                        | вишка, 10 метрів             | 462.25             | 8 Q                | 474.10    | 6 Q       | 481.60          | 8               |
| Микита Шлейхер                         | вишка, 10 метрів             | 418.15             | 16 Q               | 415.75    | 17        | Завершив виступ | Завершив виступ |
| Євген Кузнецов Захаров Ілля Леонідович | Синхронний трамплін, 3 метри | Н/Д                | Н/Д                | Н/Д       | Н/Д       | 385.17          | 7               |
| Віктор Мінібаєв Микита Шлейхер         | Синхронна вишка, 10 метрів   | Н/Д                | Н/Д                | Н/Д       | Н/Д       | 417.57          | 7               |

Жінки
| Спортсменка       | Дисципліна        | Попередні змагання | Попередні змагання | Півфінали        | Півфінали        | Фінал            | Фінал            |
| Спортсменка       | Дисципліна        | Очки               | Місце              | Очки             | Місце            | Очки             | Місце            |
| ----------------- | ----------------- | ------------------ | ------------------ | ---------------- | ---------------- | ---------------- | ---------------- |
| Надія Бажина      | трамплін, 3 метри | 252.00             | 26                 | Завершила виступ | Завершила виступ | Завершила виступ | Завершила виступ |
| Христина Ільїних  | трамплін, 3 метри | 304.05             | 15 Q               | 295.20           | 15               | Завершила виступ | Завершила виступ |
| Катерина Пєтухова | вишка, 10 метрів  | 317.25             | 11 Q               | 259.50           | 18               | Завершила виступ | Завершила виступ |
| Юлія Тімошиніна   | вишка, 10 метрів  | 212.25             | 28                 | Завершила виступ | Завершила виступ | Завершила виступ | Завершила виступ |

## Кінний спорт

### Виїздка
| Спортсмен        | Кінь     | Дисципліна    | Grand Prix | Grand Prix | Grand Prix Special | Grand Prix Special | Grand Prix Freestyle | Grand Prix Freestyle | Загалом         | Загалом         |
| Спортсмен        | Кінь     | Дисципліна    | Результат  | Місце      | Результат          | Місце              | За техніку           | За артистизм         | Результат       | Місце           |
| ---------------- | -------- | ------------- | ---------- | ---------- | ------------------ | ------------------ | -------------------- | -------------------- | --------------- | --------------- |
| Марина Афрамеєва | Vosk     | Індивідуальні | 71.343     | 31         | Завершив виступ    | Завершив виступ    | Завершив виступ      | Завершив виступ      | Завершив виступ | Завершив виступ |
| Інесса Меркулова | Mister X | Індивідуальні | 75.800     | 14 Q       | 73.154             | 23                 | Завершив виступ      | Завершив виступ      | Завершив виступ | Завершив виступ |

### Триборство
| Спортсмен                                         | Кінь       | Дисципліна    | Виїздка      | Виїздка | Крос         | Крос       | Крос       | Конкур          | Конкур          | Конкур          | Конкур          | Конкур          | Конкур          | Загалом         | Загалом         |
| Спортсмен                                         | Кінь       | Дисципліна    | Виїздка      | Виїздка | Крос         | Крос       | Крос       | Кваліфікація    | Кваліфікація    | Кваліфікація    | Фінал           | Фінал           | Фінал           | Загалом         | Загалом         |
| Спортсмен                                         | Кінь       | Дисципліна    | Штрафні очки | Місце   | Штрафні очки | Загалом    | Місце      | Штрафні очки    | Загалом         | Місце           | Штрафні очки    | Загалом         | Місце           | Штрафні очки    | Місце           |
| ------------------------------------------------- | ---------- | ------------- | ------------ | ------- | ------------ | ---------- | ---------- | --------------- | --------------- | --------------- | --------------- | --------------- | --------------- | --------------- | --------------- |
| Олександр Марков                                  | Kurfurstin | Індивідуальні | 48.90        | 39      | Eliminated   | Eliminated | Eliminated | Завершив виступ | Завершив виступ | Завершив виступ | Завершив виступ | Завершив виступ | Завершив виступ | Завершив виступ | Завершив виступ |
| Андрій Мітін                                      | Gurza      | Індивідуальні | 59.90        | 62      | Eliminated   | Eliminated | Eliminated | Завершив виступ | Завершив виступ | Завершив виступ | Завершив виступ | Завершив виступ | Завершив виступ | Завершив виступ | Завершив виступ |
| Євгенія Овчинникова                               | Orion      | Індивідуальні | 66.00        | 65      | Відмовився   | Відмовився | Відмовився | Завершив виступ | Завершив виступ | Завершив виступ | Завершив виступ | Завершив виступ | Завершив виступ | Завершив виступ | Завершив виступ |
| Олександр Марков Андрій Мітін Євгенія Овчинникова | Див. вище  | Команда       | 174.80       | 13      | 3000         | 3000       | 13         | Did not start   | Did not start   | Did not start   | Н/Д             | Н/Д             | Н/Д             | 3000            | 13              |

## Фехтування
Чоловіки
| Спортсмен                                                                         | Дисципліна           | 1/32 фіналу        | 1/16 фіналу                | 1/8 фіналу             | Чвертьфінал                   | Півфінал                                         | Фінал / БМ                              | Фінал / БМ      |
| Спортсмен                                                                         | Дисципліна           | Суперник Результат | Суперник Результат         | Суперник Результат     | Суперник Результат            | Суперник Результат                               | Суперник Результат                      | Місце           |
| --------------------------------------------------------------------------------- | -------------------- | ------------------ | -------------------------- | ---------------------- | ----------------------------- | ------------------------------------------------ | --------------------------------------- | --------------- |
| Вадим Анохін                                                                      | Індивідуальна шпага  | Bye                | Брінк-Крото (CAN) W 15–14  | Хайнцер (SUI) L 7–15   | Завершив виступ               | Завершив виступ                                  | Завершив виступ                         | Завершив виступ |
| Антон Авдєєв                                                                      | Індивідуальна шпага  | Bye                | Вервейлен (NED) W 15–9     | Кадзуясу (JPN) L 12–15 | Завершив виступ               | Завершив виступ                                  | Завершив виступ                         | Завершив виступ |
| Павло Сухов                                                                       | Індивідуальна шпага  | Bye                | Park S-y (KOR) L 11–15     | Завершив виступ        | Завершив виступ               | Завершив виступ                                  | Завершив виступ                         | Завершив виступ |
| Вадим Анохін Антон Авдєєв Sergey Khodos Павло Сухов                               | Командна шпага       | Н/Д                | Н/Д                        | Bye                    | Україна (UKR) L 32–45         | Класифікаційний півфінал Швейцарія (SUI) L 28–45 | 7th place final Венесуела (VEN) W 36–30 | 7               |
| Ахматхузін Артур Камільович                                                       | Індивідуальна рапіра | Bye                | Чемлі-Вотсон (USA) W 15–13 | Массіалас (USA) L 9–15 | Завершив виступ               | Завершив виступ                                  | Завершив виступ                         | Завершив виступ |
| Черемісінов Олексій Борисович                                                     | Індивідуальна рапіра | Bye                | Сафін (RUS) L 10–15        | Завершив виступ        | Завершив виступ               | Завершив виступ                                  | Завершив виступ                         | Завершив виступ |
| Сафін Тимур Марсельович                                                           | Індивідуальна рапіра | Bye                | Черемісінов (RUS) W 15–10  | Davis (GBR) W 15–13    | Хайвей (CHN) W 15–7           | Гароццо (ITA) L 8–15                             | Крузе (GBR) W 15–13                     | 3               |
| Ахматхузін Артур Камільович Черемісінов Олексій Борисович Сафін Тимур Марсельович | Командна рапіра      | Н/Д                | Н/Д                        | Н/Д                    | Велика Британія (GBR) W 45–43 | США (USA) W 45–41                                | Франція (FRA) W 45–41                   | 1               |
| Nikolay Kovalev                                                                   | Шабля                | Н/Д                | Дечі (HUN) W 15–10         | Монтано (ITA) W 15–13  | Kim J-h (KOR) L 10–15         | Завершив виступ                                  | Завершив виступ                         | Завершив виступ |
| Якименко Олексій Андрійович                                                       | Шабля                | Н/Д                | Пасков (BUL) L 14–15       | Завершив виступ        | Завершив виступ               | Завершив виступ                                  | Завершив виступ                         | Завершив виступ |

Жінки
| Спортсменка                                                                                              | Дисципліна           | 1/32 фіналу         | 1/16 фіналу            | 1/8 фіналу             | Чвертьфінал           | Півфінал                 | Фінал / БМ                 | Фінал / БМ       |
| Спортсменка                                                                                              | Дисципліна           | Суперниця Результат | Суперниця Результат    | Суперниця Результат    | Суперниця Результат   | Суперниця Результат      | Суперниця Результат        | Місце            |
| --- | -------------------- | ------------------- | ---------------------- | ---------------------- | --------------------- | ------------------------ | -------------------------- | ---------------- |
| Колобова Віолетта Віталіївна                                                                             | Індивідуальна шпага  | Bye                 | Choi I-j (KOR) L 12–15 | Завершила виступ       | Завершила виступ      | Завершила виступ         | Завершила виступ           | Завершила виступ |
| Логунова Тетяна Юріївна                                                                                  | Індивідуальна шпага  | Bye                 | Nakano (JPN) L 14–15   | Завершила виступ       | Завершила виступ      | Завершила виступ         | Завершила виступ           | Завершила виступ |
| Шутова Любов Андріївна                                                                                   | Індивідуальна шпага  | Bye                 | Кун (HKG) L 10–15      | Завершила виступ       | Завершила виступ      | Завершила виступ         | Завершила виступ           | Завершила виступ |
| Колобова Віолетта Віталіївна Логунова Тетяна Юріївна Шутова Любов Андріївна Кочнева Ольга Олександрівна  | Командна шпага       | Н/Д                 | Н/Д                    | Bye                    | Франція (FRA) W 44–41 | Румунія (ROU) L 31–45    | Естонія (EST) W 37–31      | 3                |
| Дериглазова Інна Василівна                                                                               | Індивідуальна рапіра | Bye                 | Bulcão (BRA) W 15–6    | Мохамед (HUN) W 15–6   | Гюяр (FRA) W 15–6     | Шанаєва (RUS) W 15–3     | ді Франциска (ITA) W 12–11 | 1                |
| Шанаєва Аїда Володимирівна                                                                               | Індивідуальна рапіра | Bye                 | Рошель (BRA) W 15–13   | Jeon H-s (KOR) W 15–11 | Тібус (FRA) W 15–13   | Дериглазова (RUS) L 3–15 | Бубакрі (TUN) L 11–15      | 4                |
| Дяченко Катерина Володимирівна                                                                           | Шабля                | Bye                 | Seo J-y (KOR) W 15–12  | Загуніс (USA) W 15–12  | Єгорян (RUS) L 10–15  | Завершила виступ         | Завершила виступ           | Завершила виступ |
| Єгорян Яна Карапетівна                                                                                   | Шабля                | Bye                 | Арраялес (MEX) W 15–7  | Вуюка (GRE) W 15–11    | Дяченко (RUS) W 15–10 | Харлан (UKR) W 15–9      | Велика (RUS) W 15–14       | 1                |
| Велика Софія Олександрівна                                                                               | Шабля                | Bye                 | Йозвяк (POL) W 15–5    | Лембах (FRA) W 15–14   | Бердер (FRA) W 15–10  | Брюне (FRA) W 15–14      | Єгорян (RUS) L 14–15       | 2                |
| Дяченко Катерина Володимирівна Єгорян Яна Карапетівна Гаврилова Юлія Петрівна Велика Софія Олександрівна | Команда sabre        | Н/Д                 | Н/Д                    | Н/Д                    | Мексика (MEX) W 45–31 | США (USA) W 45–42        | Україна (UKR) W 45–30      | 1                |

## Гольф
| Спортсмен       | Дисципліна | Раунд 1   | Раунд 2   | Раунд 3   | Раунд 4   | Загалом   | Загалом | Загалом |
| Спортсмен       | Дисципліна | Результат | Результат | Результат | Результат | Результат | Пар     | Місце   |
| --------------- | ---------- | --------- | --------- | --------- | --------- | --------- | ------- | ------- |
| Марія Верченова | жінки      | 75        | 70        | 73        | 62        | 280       | −4      | =16     |

## Гімнастика

### Спортивна гімнастика
Чоловіки
Командна першість
| Спортсмен                     | Дисципліна | Кваліфікація             | Кваліфікація | Кваліфікація | Кваліфікація | Кваліфікація | Кваліфікація | Кваліфікація | Кваліфікація | Фінал  | Фінал  | Фінал  | Фінал  | Фінал  | Фінал  | Фінал   | Фінал |        |        |     |     |     |     |
| Спортсмен                     | Дисципліна | Вправа                   | Вправа       | Вправа       | Вправа       | Вправа       | Вправа       | Загалом      | Місце        | Вправа | Вправа | Вправа | Вправа | Вправа | Вправа | Загалом | Місце |        |        |     |     |     |     |
| ----------------------------- | ---------- | ------------------------ | ------------ | ------------ | ------------ | ------------ | ------------ | ------------ | ------------ | ------ | ------ | ------ | ------ | ------ | ------ | ------- | ----- | ------ | ------ | --- | --- | --- | --- |
| Спортсмен                     | Дисципліна | Аблязін Денис Михайлович | Команда      | 14.700       | Н/Д          | 15.633 Q     | 15.400 Q     | Загалом      | Місце        | Н/Д    | Н/Д    | Н/Д    | Н/Д    | 15.100 | Н/Д    | Загалом | Місце | 15.700 | 15.600 | Н/Д | Н/Д | Н/Д | Н/Д |
| Белявський Давид Сагітович    | 14.600     | 15.300 Q                 | Команда      | 14.533       | 14.900       | 15.933 Q     | 14.533       | 89.799       | 3 Q          | 14.666 | 15.500 | Н/Д    | 15.033 | 15.800 | 14.958 |         |       |        |        |     |     | Н/Д | Н/Д |
| Куксенков Микола Юлійович     | 14.666     | 15.383 Q                 | Команда      | 14.433       | 14.900       | 15.366       | 14.100       | 88.848       | 9 Q          | Н/Д    | 15.033 | 14.866 | Н/Д    | 15.133 | 14.166 |         |       |        |        |     |     | Н/Д | Н/Д |
| Нагорний Микита Володимирович | 14.066     | 14.541                   | Команда      | 14.900       | 15.266 Q     | 13.133       | 12.733       | 84.639       | 28           | 15.000 | Н/Д    | 14.866 | 15.400 | Н/Д    | Н/Д    |         |       |        |        |     |     | Н/Д | Н/Д |
| Стретович Іван Олексійович    | Н/Д        | 14.566                   | Команда      | Н/Д          | Н/Д          | 15.200       | 14.633       | Н/Д          | Н/Д          | Н/Д    | 14.766 | Н/Д    | Н/Д    | 15.100 | 14.766 |         |       |        |        |     |     | Н/Д | Н/Д |
| Загалом                       | 43.966     | 45.249                   | Команда      | 45.066       | 45.566       | 46.499       | 43.266       | 269.612      | 3 Q          | 44.766 | 45.299 | 45.432 | 46.033 | 46.033 | 43.890 | 271.453 | 2     |        |        |     |     |     |     |

Індивідуальні фінали
| Спортсмен                     | Дисципліна         | Вправа                   | Вправа | Вправа | Вправа | Вправа | Вправа | Загалом | Місце |        |   |
| ----------------------------- | ------------------ | ------------------------ | ------ | ------ | ------ | ------ | ------ | ------- | ----- | ------ | - |
| Спортсмен                     | Дисципліна         | Аблязін Денис Михайлович | Кільця | Н/Д    | Н/Д    | 15.700 | Н/Д    | Н/Д     | Н/Д   | 15.700 | 3 |
| опорний стрибок               | Н/Д                | Н/Д                      | Н/Д    | 15.516 | Н/Д    | Н/Д    | 15.516 | 2       |       |        |   |
| Белявський Давид Сагітович    | Абсолютна першість | 15.000                   | 14.766 | 14.533 | 15.133 | 15.933 | 15.133 | 90.498  | 4     |        |   |
| Белявський Давид Сагітович    | Кінь               | Н/Д                      | 15.400 | Н/Д    | Н/Д    | Н/Д    | Н/Д    | 15.400  | 5     |        |   |
| Белявський Давид Сагітович    | Паралельні бруси   | Н/Д                      | Н/Д    | Н/Д    | Н/Д    | 15.783 | Н/Д    | 15.783  | 3     |        |   |
| Куксенков Микола Юлійович     | Абсолютна першість | 14.733                   | 13.300 | 14.700 | 14.966 | 15.233 | 14.800 | 87.732  | 13    |        |   |
| Куксенков Микола Юлійович     | Кінь               | Н/Д                      | 15.233 | Н/Д    | Н/Д    | Н/Д    | Н/Д    | 15.233  | 6     |        |   |
| Нагорний Микита Володимирович | опорний стрибок    | Н/Д                      | Н/Д    | Н/Д    | 15.316 | Н/Д    | Н/Д    | 15.316  | 5     |        |   |

Жінки
Командна першість
| Спортсменка                 | Дисципліна | Кваліфікація                  | Кваліфікація | Кваліфікація | Кваліфікація | Кваліфікація | Кваліфікація | Фінал  | Фінал  | Фінал  | Фінал  | Фінал   | Фінал |        |        |        |        |     |     |
| Спортсменка                 | Дисципліна | Вправа                        | Вправа       | Вправа       | Вправа       | Загалом      | Місце        | Вправа | Вправа | Вправа | Вправа | Загалом | Місце |        |        |        |        |     |     |
| --------------------------- | ---------- | ----------------------------- | ------------ | ------------ | ------------ | ------------ | ------------ | ------ | ------ | ------ | ------ | ------- | ----- | ------ | ------ | ------ | ------ | --- | --- |
| Спортсменка                 | Дисципліна | Мельникова Ангеліна Романівна | Команда      | 14.933       | 15.100       | Загалом      | Місце        | 13.266 | 13.200 | 56.499 | 22     | Загалом | Місце | 14.900 | 15.133 | 13.033 | 14.266 | Н/Д | Н/Д |
| Мустафіна Алія Фаргатівна   | 15.166     | 15.833 Q                      | Команда      | 13.033       | 14.066       | 58.098       | 6 Q          | 15.133 | 15.933 | 14.958 | 14.000 |         |       |        |        |        |        | Н/Д | Н/Д |
| Пасєка Марія Валеріївна     | 14.733 Q   | Н/Д                           | Н/Д          | Н/Д          | Н/Д          | Н/Д          | 15.700       | Н/Д    | Н/Д    | Н/Д    |        |         |       |        |        |        |        | Н/Д | Н/Д |
| Спірідонова Дарія Сергіївна | Н/Д        | 15.683 Q                      | Команда      | 14.266       | 12.033       | Н/Д          | Н/Д          | Н/Д    | 15.100 | Н/Д    | Н/Д    |         |       |        |        |        |        | Н/Д | Н/Д |
| Тутхалян Седа Гургенівна    | 14.733     | 15.133                        | Команда      | 14.466       | 13.875       | 58.207       | 5 Q          | Н/Д    | Н/Д    | 14.766 | 13.766 |         |       |        |        |        |        | Н/Д | Н/Д |
| Загалом                     | 44.832     | 46.649                        | Команда      | 41.998       | 41.141       | 174.620      | 3 Q          | 45.733 | 46.166 | 42.757 | 42.032 | 176.688 | 2     |        |        |        |        |     |     |

Індивідуальні фінали
| Спортсмен                   | Дисципліна         | Вправа                    | Вправа             | Вправа | Вправа | Загалом | Місце |        |        |        |   |
| --------------------------- | ------------------ | ------------------------- | ------------------ | ------ | ------ | ------- | ----- | ------ | ------ | ------ | - |
| Спортсмен                   | Дисципліна         | Мустафіна Алія Фаргатівна | Абсолютна першість | 15.200 | 15.666 | Загалом | Місце | 13.866 | 13.933 | 58.665 | 3 |
| Різновисокі бруси           | Н/Д                | Мустафіна Алія Фаргатівна | 15.900             | Н/Д    | Н/Д    | 15.900  | 1     |        |        |        |   |
| Пасєка Марія Валеріївна     | опорний стрибок    | 15.253                    | Н/Д                | Н/Д    | Н/Д    | 15.253  | 2     |        |        |        |   |
| Спірідонова Дарія Сергіївна | Різновисокі бруси  | Н/Д                       | 13.966             | Н/Д    | Н/Д    | 13.966  | 8     |        |        |        |   |
| Тутхалян Седа Гургенівна    | Абсолютна першість | 14.866                    | 15.033             | 13.800 | 10.966 | 54.665  | 22    |        |        |        |   |

### Художня гімнастика
| Спортсменка               | Дисципліна                  | Кваліфікація | Кваліфікація | Кваліфікація | Кваліфікація | Кваліфікація | Кваліфікація | Фінал  | Фінал  | Фінал  | Фінал   | Фінал   | Фінал |
| Спортсменка               | Дисципліна                  | Обруч        | М'яч         | Булави       | Стрічка      | Загалом      | Місце        | Обруч  | М'яч   | Булави | Стрічка | Загалом | Місце |
| ------------------------- | --------------------------- | ------------ | ------------ | ------------ | ------------ | ------------ | ------------ | ------ | ------ | ------ | ------- | ------- | ----- |
| Кудрявцева Яна Олексіївна | Індивідуальне багатоборство | 18.166       | 18.616       | 19.000       | 18.216       | 73.998       | 2 Q          | 19.225 | 19.250 | 17.883 | 19.250  | 75.608  | 2     |
| Мамун Маргарита           | Індивідуальне багатоборство | 18.833       | 19.000       | 17.500       | 19.050       | 74.383       | 1 Q          | 19.050 | 19.150 | 19.050 | 19.233  | 76.483  | 1     |

| Спортсменка | Дисципліна            | Кваліфікація | Кваліфікація     | Кваліфікація | Кваліфікація | Фінал     | Фінал            | Фінал   | Фінал |
| Спортсменка | Дисципліна            | 5 стрічок    | 6 булав 2 обручі | Загалом      | Місце        | 5 стрічок | 6 булав 2 обручі | Загалом | Місце |
| --- | --------------------- | ------------ | ---------------- | ------------ | ------------ | --------- | ---------------- | ------- | ----- |
| Бірюкова Віра Леонідівна Близнюк Анастасія Іллівна Максимова Анастасія Іванівна Татарєва Анастасія Олексіївна Толкачова Марія Юріївна | групове багатоборство | 18.283       | 17.233           | 35.516       | 2 Q          | 17.600    | 18.633           | 36.233  | 1     |

### Стрибки на батуті
| Спортсмен      | Дисципліна | Кваліфікація | Кваліфікація | Фінал           | Фінал           |
| Спортсмен      | Дисципліна | Результат    | Місце        | Результат       | Місце           |
| -------------- | ---------- | ------------ | ------------ | --------------- | --------------- |
| Dmitry Ushakov | чоловіки   | 109.180      | 4 Q          | 59.525          | 5               |
| Андрій Юдін    | чоловіки   | 108.725      | 5 Q          | 6.815           | 8               |
| Яна Павлова    | жінки      | 98.060       | 9            | Завершив виступ | Завершив виступ |

## Гандбол
Підсумок

Легенда:
- ET: Після додаткового часу
- P – долю матчу вирішила серія післяматчевих пенальті.

| Команда        | Дисципліна     | Груповий етап          | Груповий етап      | Груповий етап      | Груповий етап      | Груповий етап      | Груповий етап | Чвертьфінал        | Півфінал           | Фінал / БМ         | Фінал / БМ |
| Команда        | Дисципліна     | Суперник Результат     | Суперник Результат | Суперник Результат | Суперник Результат | Суперник Результат | Місце         | Суперник Результат | Суперник Результат | Суперник Результат | Місце      |
| -------------- | -------------- | ---------------------- | ------------------ | ------------------ | ------------------ | ------------------ | ------------- | ------------------ | ------------------ | ------------------ | ---------- |
| Russia women's | жіночий турнір | Південна Корея W 30–25 | Франція W 26–25    | Швеція W 36–34     | Аргентина W 35–29  | Нідерланди W 38–34 | 1             | Ангола W 31–27     | Норвегія W 38–37ET | Франція W 22–19    | 1          |

### Жіночий турнір
Склад команди
Шаблон:Склад жіночої збірної Росії з гандболу на літніх Олімпійських іграх 2016
Груповий етап
Шаблон:Підсумкова таблиця в групі B жіночого турніру з гандболу на літніх Олімпійських іграх 2016
Шаблон:Жіночий турнір з гандболу на літніх Олімпійських іграх 2016, гра B2
Шаблон:Жіночий турнір з гандболу на літніх Олімпійських іграх 2016, гра B5
Шаблон:Жіночий турнір з гандболу на літніх Олімпійських іграх 2016, гра B7
Шаблон:Жіночий турнір з гандболу на літніх Олімпійських іграх 2016, гра B11
Шаблон:Жіночий турнір з гандболу на літніх Олімпійських іграх 2016, гра B14
Чвертьфінал
Шаблон:Жіночий турнір з гандболу на літніх Олімпійських іграх 2016, гра C4
Півфінал
Шаблон:Жіночий турнір з гандболу на літніх Олімпійських іграх 2016, гра D2
Гонка за золоту медаль
Шаблон:Жіночий турнір з гандболу на літніх Олімпійських іграх 2016, гра E2

## Дзюдо
Чоловіки
| Спортсмен                     | Категорія    | 1/32 фіналу        | 1/16 фіналу                  | 1/8 фіналу                | Чвертьфінали                 | Півфінали                   | Втішний поєдинок              | Фінал / БМ              | Фінал / БМ      |
| Спортсмен                     | Категорія    | Суперник Результат | Суперник Результат           | Суперник Результат        | Суперник Результат           | Суперник Результат          | Суперник Результат            | Суперник Результат      | Місце           |
| ----------------------------- | ------------ | ------------------ | ---------------------------- | ------------------------- | ---------------------------- | --------------------------- | ----------------------------- | ----------------------- | --------------- |
| Мудранов Беслан Заудінович    | до 60 кг     | Bye                | Моорен (NED) W 002–000       | Давтян (ARM) W 001–000    | Kim W-j (KOR) W 100–000      | Папінашвілі (GEO) W 100–000 | Bye                           | Сметов (KAZ) W 010–000  | 1               |
| Михайло Пуляєв                | до 66 кг     | Bye                | Bouchard (CAN) L 000–001     | Завершив виступ           | Завершив виступ              | Завершив виступ             | Завершив виступ               | Завершив виступ         | Завершив виступ |
| Denis Yartsev                 | до 73 кг     | Bye                | Дюпра (FRA) W 001–000        | Sai Yj (CHN) W 100–000    | van Tichelt (BEL) L 010–011  | Завершив виступ             | Шавдатуашвілі (GEO) L 000–100 | Завершив виступ         | 7               |
| Халмурзаєв Хасан Магометович  | до 81 кг     | Н/Д                | Моллаеї (IRN) W 000–000 S    | Абделааль (EGY) W 010–000 | Валуа-Фортьє (CAN) W 010–000 | Тома (UAE) W 100–000        | Bye                           | Стівенс (USA) W 100–000 | 1               |
| Кирило Денісов                | до 90 кг     | Bye                | Мехдієв (AZE) L 000–100      | Завершив виступ           | Завершив виступ              | Завершив виступ             | Завершив виступ               | Завершив виступ         | Завершив виступ |
| Хайбулаєв Тагір Камалудинович | до 100 кг    | Bye                | Гасимов (AZE) L 000–011      | Завершив виступ           | Завершив виступ              | Завершив виступ             | Завершив виступ               | Завершив виступ         | Завершив виступ |
| Ренат Саїдов                  | понад 100 кг | Н/Д                | Аллершторфер (AUT) W 001–000 | R Silva (BRA) L 000–100   | Завершив виступ              | Завершив виступ             | Завершив виступ               | Завершив виступ         | Завершив виступ |

Жінки
| Спортсменка              | Категорія   | 1/16 фіналу                 | 1/8 фіналу             | Чвертьфінали             | Півфінали           | Втішний поєдинок         | Фінал / БМ            | Фінал / БМ       |
| Спортсменка              | Категорія   | Суперниця Результат         | Суперниця Результат    | Суперниця Результат      | Суперниця Результат | Суперниця Результат      | Суперниця Результат   | Місце            |
| ------------------------ | ----------- | --------------------------- | ---------------------- | ------------------------ | ------------------- | ------------------------ | --------------------- | ---------------- |
| Ірина Долгова            | до 48 кг    | Kim S-m (PRK) W 010–000     | Парето (ARG) L 000–102 | Завершила виступ         | Завершила виступ    | Завершила виступ         | Завершила виступ      | Завершила виступ |
| Кузютіна Наталія Юріївна | до 52 кг    | Bye                         | Гуйке (CAN) W 002–000  | Накамура (JPN) L 000–100 | Завершила виступ    | Лежентіл (MRI) W 100–000 | Ma Yn (CHN) W 100–000 | 3                |
| Ірина Заблудіна          | до 57 кг    | Мануель (NZL) L 000–001     | Завершила виступ       | Завершила виступ         | Завершила виступ    | Завершила виступ         | Завершила виступ      | Завершила виступ |
| Катерина Валькова        | до 63 кг    | ван Емден (NED) L 000–000 S | Завершила виступ       | Завершила виступ         | Завершила виступ    | Завершила виступ         | Завершила виступ      | Завершила виступ |
| Ксенія Чибісова          | понад 78 кг | Кюльбс (GER) W 101–000      | Ортіс (CUB) L 000–100  | Завершила виступ         | Завершила виступ    | Завершила виступ         | Завершила виступ      | Завершила виступ |

## Сучасне п'ятиборство
| Спортсмен                  | Дисципліна | Фехтування (шпага, один дотик) | Фехтування (шпага, один дотик) | Фехтування (шпага, один дотик) | Фехтування (шпага, один дотик) | Плавання (200 м вільним стилем) | Плавання (200 м вільним стилем) | Плавання (200 м вільним стилем) | Верхова їзда (конкур) | Верхова їзда (конкур) | Верхова їзда (конкур) | Комбіновано: стрільба/біг (10 м, пневматичний пістолет)/(3200 м) | Комбіновано: стрільба/біг (10 м, пневматичний пістолет)/(3200 м) | Комбіновано: стрільба/біг (10 м, пневматичний пістолет)/(3200 м) | Загалом очок | Підсумкове місце |
| Спортсмен                  | Дисципліна | RR                             | BR                             | Місце                          | Очки                           | Час                             | Місце                           | Очки                            | Штрафні очки          | Місце                 | Очки                  | Час                                                              | Місце                                                            | MP Points                                                        | Загалом очок | Підсумкове місце |
| -------------------------- | ---------- | ------------------------------ | ------------------------------ | ------------------------------ | ------------------------------ | ------------------------------- | ------------------------------- | ------------------------------- | --------------------- | --------------------- | --------------------- | ---------------------------------------------------------------- | ---------------------------------------------------------------- | ---------------------------------------------------------------- | ------------ | ---------------- |
| Лесун Олександр Леонідович | чоловіки   | 28–7                           | 0                              | 1                              | 268 OR                         | 2:05.58                         | 22                              | 324                             | 21                    | 21                    | 279                   | 11:32.35                                                         | 20                                                               | 608                                                              | 1479         | 1                |
| Гульназ Губайдулліна       | жінки      | 8–27                           | 0                              | 36                             | 148                            | 2:07.94 OR                      | 1                               | 317                             | 10                    | 15                    | 290                   | 12:30.76                                                         | 5                                                                | 550                                                              | 1305         | 15               |
| Доната Рімшайте            | жінки      | 17–18                          | 0                              | 17                             | 202                            | 2:22.09                         | 30                              | 274                             | 16                    | 19                    | 284                   | 12:32.67                                                         | 6                                                                | 548                                                              | 1308         | 12               |

## Академічне веслування
| Спортсмен                                                    | Дисципліна      | Заїзди  | Заїзди | Втішний заплив | Втішний заплив | Півфінали | Півфінали | Фінал   | Фінал |
| Спортсмен                                                    | Дисципліна      | Час     | Місце  | Час            | Місце          | Час       | Місце     | Час     | Місце |
| ------------------------------------------------------------ | --------------- | ------- | ------ | -------------- | -------------- | --------- | --------- | ------- | ----- |
| Артем Косов Микита Моргачов Владислав Рябцев Антон Заруцький | Чоловіки's four | 6:03.89 | 5 R    | 6:39.32        | 3 SA/B         | 6:24.89   | 6 FB      | 6:02.09 | 10    |

Пояснення до кваліфікації: FA=Фінал A (за медалі); FB=Фінал B (не за медалі); FC=Фінал C (не за медалі); FD=Фінал D (не за медалі); FE=Фінал E (не за медалі); FF=Фінал F (не за медалі); SA/B=Півфінали A/B; SC/D=Півфінали C/D; SE/F=Півфінали E/F; QF=Чвертьфінали; R=Потрапив у втішний заплив

## Вітрильний спорт
Чоловіки
| Спортсмен                     | Дисципліна | Заплив | Заплив | Заплив | Заплив | Заплив | Заплив | Заплив | Заплив | Заплив | Заплив | Заплив | Заплив | Заплив | Очки | Підсумкове місце |
| Спортсмен                     | Дисципліна | 1      | 2      | 3      | 4      | 5      | 6      | 7      | 8      | 9      | 10     | 11     | 12     | M*     | Очки | Підсумкове місце |
| ----------------------------- | ---------- | ------ | ------ | ------ | ------ | ------ | ------ | ------ | ------ | ------ | ------ | ------ | ------ | ------ | ---- | ---------------- |
| Оберемко Максим Володимирович | RS:X       | 27     | 25     | 14     | 24     | 17     | 13     | 3      | 3      | 10     | 8      | 13     | 9      | EL     | 139  | 16               |
| Сергій Коміссаров             | Лазер      | 2      | 9      | 19     | 23     | 7      | 10     | 16     | 31     | 28     | 15     | Н/Д    | Н/Д    | EL     | 129  | 15               |
| Денис Грибанов Павло Созикін  | 470        | 12     | 17     | 7      | 25     | 5      | 21     | 18     | 3      | 16     | 19     | Н/Д    | Н/Д    | EL     | 118  | 14               |

Жінки
| Спортсменка                     | Дисципліна | Заплив | Заплив | Заплив | Заплив | Заплив | Заплив | Заплив | Заплив | Заплив | Заплив | Заплив | Заплив | Заплив | Очки | Підсумкове місце |
| Спортсменка                     | Дисципліна | 1      | 2      | 3      | 4      | 5      | 6      | 7      | 8      | 9      | 10     | 11     | 12     | M*     | Очки | Підсумкове місце |
| ------------------------------- | ---------- | ------ | ------ | ------ | ------ | ------ | ------ | ------ | ------ | ------ | ------ | ------ | ------ | ------ | ---- | ---------------- |
| Єлфутіна Стефанія Олександрівна | RS:X       | 2      | 5      | 3      | 6      | 2      | 9      | 8      | 4      | 6      | 3      | 16     | 7      | 14     | 69   | 3                |
| Людмила Дмитрієва Аліса Кирилюк | 470        | UFD 21 | DSQ 21 | 6      | 9      | 11     | 7      | 18     | 10     | 14     | 11     | Н/Д    | Н/Д    | EL     | 107  | 14               |

M = Медальний заплив; EL = Вибув – не потрапив до медального запливу

## Стрільба
Чоловіки
| Спортсмен                          | Дисципліна                       | Кваліфікація | Кваліфікація | Півфінал        | Півфінал        | Фінал           | Фінал           |
| Спортсмен                          | Дисципліна                       | Очки         | Місце        | Очки            | Місце           | Очки            | Місце           |
| ---------------------------------- | -------------------------------- | ------------ | ------------ | --------------- | --------------- | --------------- | --------------- |
| Аліпов Олексій Олександрович       | Трап                             | 117          | 7            | Завершив виступ | Завершив виступ | Завершив виступ | Завершив виступ |
| Антон Астахов                      | Скит                             | 119          | 12           | Завершив виступ | Завершив виступ | Завершив виступ | Завершив виступ |
| Віталій Фокеєв                     | Дубль-трап                       | 133          | 11           | Завершив виступ | Завершив виступ | Завершив виступ | Завершив виступ |
| Володимир Гончаров                 | Пневматичний пістолет, 10 м      | 580          | 8 Q          | Н/Д             | Н/Д             | 98.9            | 7               |
| Володимир Гончаров                 | Пістолет, 50 м                   | 557          | 4 Q          | Н/Д             | Н/Д             | 111.0           | 6               |
| Григорян Кирило Акопович           | Гвинтівка лежачи, 50 м           | 628.9        | 2 Q          | Н/Д             | Н/Д             | 187.3           | 3               |
| Ісаков Володимир В'ячеславович     | Пневматичний пістолет, 10 м      | 574          | 31           | Н/Д             | Н/Д             | Завершив виступ | Завершив виступ |
| Каменський Сергій Ігорович         | Пневматична гвинтівка, 10 м      | 623.2        | 16           | Н/Д             | Н/Д             | Завершив виступ | Завершив виступ |
| Каменський Сергій Ігорович         | Гвинтівка лежачи, 50 м           | 629.0 OR     | 1 Q          | Н/Д             | Н/Д             | 165.8           | 4               |
| Каменський Сергій Ігорович         | Гвинтівка з трьох положень, 50 м | 1184         | 1 Q          | Н/Д             | Н/Д             | 458.5           | 2               |
| Олексій Климов                     | швидкісний пістолет, 25 м        | 581          | 9            | Н/Д             | Н/Д             | Завершив виступ | Завершив виступ |
| Denis Kulakov                      | Пістолет, 50 м                   | 548          | 23           | Н/Д             | Н/Д             | Завершив виступ | Завершив виступ |
| Масленніков Володимир Анатолійович | Пневматична гвинтівка, 10 м      | 629.0        | 2 Q          | Н/Д             | Н/Д             | 184.2           | 3               |
| Мосін Василь Олександрович         | Дубль-трап                       | 132          | 13           | Завершив виступ | Завершив виступ | Завершив виступ | Завершив виступ |
| Федір Власов                       | Гвинтівка з трьох положень, 50 м | 1176         | 6 Q          | Н/Д             | Н/Д             | 403.1           | 7               |

Жінки
| Спортсменка                   | Дисципліна                       | Кваліфікація | Кваліфікація | Півфінал         | Півфінал         | Фінал            | Фінал            |
| Спортсменка                   | Дисципліна                       | Очки         | Місце        | Очки             | Місце            | Очки             | Місце            |
| ----------------------------- | -------------------------------- | ------------ | ------------ | ---------------- | ---------------- | ---------------- | ---------------- |
| Тетяна Барсук                 | Трап                             | 62           | 18           | Завершила виступ | Завершила виступ | Завершила виступ | Завершила виступ |
| Бацарашкіна Віталіна Ігорівна | Пневматичний пістолет, 10 м      | 390          | 1 Q          | Н/Д              | Н/Д              | 197.1            | 2                |
| Бацарашкіна Віталіна Ігорівна | пістолет, 25 м                   | 578          | 13           | Завершила виступ | Завершила виступ | Завершила виступ | Завершила виступ |
| Катерина Коршунова            | Пневматичний пістолет, 10 м      | 387          | 2 Q          | Н/Д              | Н/Д              | 73.5             | 8                |
| Катерина Коршунова            | пістолет, 25 м                   | 582          | 8 Q          | 16               | 5                | Завершила виступ | Завершила виступ |
| Катерина Рабая                | Трап                             | 65           | 11           | Завершила виступ | Завершила виступ | Завершила виступ | Завершила виступ |
| Albina Shakirova              | Скит                             | 69           | 7            | Завершила виступ | Завершила виступ | Завершила виступ | Завершила виступ |
| Дарина Вдовіна                | Пневматична гвинтівка, 10 м      | 417.4        | 4 Q          | Н/Д              | Н/Д              | 143.5            | 5                |
| Дарина Вдовіна                | Гвинтівка з трьох положень, 50 м | 579          | 15           | Н/Д              | Н/Д              | Завершила виступ | Завершила виступ |

Пояснення до кваліфікації: Q = Пройшов у наступне коло; q = Кваліфікувався щоб змагатись у поєдинку за бронзову медаль

## Плавання
Чоловіки
| Спортсмен | Дисципліна                        | Попередній заплив | Попередній заплив | Півфінал        | Півфінал        | Фінал           | Фінал           |
| Спортсмен | Дисципліна                        | Час               | Місце             | Час             | Місце           | Час             | Місце           |
| --- | --------------------------------- | ----------------- | ----------------- | --------------- | --------------- | --------------- | --------------- |
| В'ячеслав Андрусенко | 400 м вільним стилем              | 3:50.23           | 30                | Н/Д             | Н/Д             | Завершив виступ | Завершив виступ |
| Олексій Брянський | 50 м вільним стилем               | 22.33             | 28                | Завершив виступ | Завершив виступ | Завершив виступ | Завершив виступ |
| Чупков Антон Михайлович | 200 м брасом                      | 2:07.93 NR        | 1 Q               | 2:08.08         | 6 Q             | 2:07.70 NR      | 3               |
| Євген Дратцев | 10 км                             | Н/Д               | Н/Д               | Н/Д             | Н/Д             | 1:53:04.8       | 11              |
| Ілля Дружинін | 1500 м вільним стилем             | 14:59.56          | 13                | Н/Д             | Н/Д             | Завершив виступ | Завершив виступ |
| Гречин Андрій Володимирович | 100 м вільним стилем              | 48.75             | 21                | Завершив виступ | Завершив виступ | Завершив виступ | Завершив виступ |
| Ілля Хоменко | 200 м брасом                      | 2:08.94           | 4 Q               | 2:09.73         | 10              | Завершив виступ | Завершив виступ |
| Євген Коптелов | 100 м батерфляєм                  | 52.01             | 15 Q              | 52.50           | 16              | Завершив виступ | Завершив виступ |
| Євген Коптелов | 200 м батерфляєм                  | 1:56.13           | 11 Q              | 1:56.46         | 11              | Завершив виступ | Завершив виступ |
| Олександр Красних | 200 м вільним стилем              | 1:47.15           | 16 Q              | 1:45.69         | 4 Q             | 1:45.91         | 8               |
| Олександр Красних | 400 м вільним стилем              | 3:47.39           | 15                | Н/Д             | Н/Д             | Завершив виступ | Завершив виступ |
| Лобінцев Микита Костянтинович | 200 м вільним стилем              | 1:49.35           | 36                | Завершив виступ | Завершив виступ | Завершив виступ | Завершив виступ |
| Семен Макович | 200 м комплексом                  | 1:59.86           | 18                | Завершив виступ | Завершив виступ | Завершив виступ | Завершив виступ |
| Володимир Морозов | 50 м вільним стилем               | 21.81             | 6 Q               | 21.88           | 10              | Завершив виступ | Завершив виступ |
| Володимир Морозов | 100 м вільним стилем              | 48.39             | 8 Q               | 48.26           | 9               | Завершив виступ | Завершив виступ |
| Данило Пахомов | 200 м батерфляєм                  | 1:57.36           | 24                | Завершив виступ | Завершив виступ | Завершив виступ | Завершив виступ |
| Ярослав Потапов | 1500 м вільним стилем             | 15:00.99          | 14                | Н/Д             | Н/Д             | Завершив виступ | Завершив виступ |
| Кирило Пригода | 100 м брасом                      | 1:00.37           | 20                | Завершив виступ | Завершив виступ | Завершив виступ | Завершив виступ |
| Рилов Євген Михайлович | 100 м на спині                    | 53.25             | 6 Q               | 52.84           | 6 Q             | 52.74           | 6               |
| Рилов Євген Михайлович | 200 м на спині                    | 1:55.02           | 1 Q               | 1:54.45         | 1 Q             | 1:53.97         | 3               |
| Олександр Садовніков | 100 м батерфляєм                  | 51.91             | 13 Q              | 51.71           | 7 Q             | 51.84           | 8               |
| Андрій Шабасов | 200 м на спині                    | 1:56.50           | 6 Q               | 1:56.84         | 12              | Завершив виступ | Завершив виступ |
| Григорій Тарасевич | 100 м на спині                    | 53.65             | 11 Q              | 53.46           | 9               | Завершив виступ | Завершив виступ |
| Всеволод Занко | 100 м брасом                      | 59.91             | 13 Q              | 1:00.39         | 14              | Завершив виступ | Завершив виступ |
| Гречин Андрій Володимирович Ізотов Данило Сергійович Володимир Морозов Alexander Popkov* Сухоруков Олександр Миколайович                                | Естафета 4 × 100 м вільним стилем | 3:12.04           | 1 Q               | Н/Д             | Н/Д             | 3:11.64         | 4               |
| В'ячеслав Андрусенко Михайло Довгалюк Ізотов Данило Сергійович Олександр Красних Лобінцев Микита Костянтинович                                          | Естафета 4 × 200 м вільним стилем | 7:06.81           | 3 Q               | Н/Д             | Н/Д             | 7:05.70         | 5               |
| Чупков Антон Михайлович Євген Коптелов Володимир Морозов Рилов Євген Михайлович Олександр Садовніков Сухоруков Олександр Миколайович Григорій Тарасевич | Естафета 4 × 100 м комплексом     | 3:32.95           | 6 Q               | Н/Д             | Н/Д             | 3:31.30         | 4               |

Жінки
| Спортсменка                                                                         | Дисципліна                        | Попередній заплив | Попередній заплив | Півфінал         | Півфінал         | Фінал            | Фінал            |
| Спортсменка                                                                         | Дисципліна                        | Час               | Місце             | Час              | Місце            | Час              | Місце            |
| ----------------------------------------------------------------------------------- | --------------------------------- | ----------------- | ----------------- | ---------------- | ---------------- | ---------------- | ---------------- |
| Софія Андреєва                                                                      | 200 м брасом                      | 2:26.58           | 16 Q              | 2:25.90          | 15               | Завершила виступ | Завершила виступ |
| Viktoriya Andreeva                                                                  | 200 м комплексом                  | 2:13.01           | 16 Q              | 2:10.87          | 8 Q              | 2:12.28          | 7                |
| Світлана Чімрова                                                                    | 100 м батерфляєм                  | 58.41             | 19                | Завершила виступ | Завершила виступ | Завершила виступ | Завершила виступ |
| Дарія Чикунова                                                                      | 100 м брасом                      | 1:09.12           | 28                | Завершила виступ | Завершила виступ | Завершила виступ | Завершила виступ |
| Anastasiya Krapyvina                                                                | 10 км                             | Н/Д               | Н/Д               | Н/Д              | Н/Д              | 1:57:25.9        | 8                |
| Nataliya Lovtsova                                                                   | 50 м вільним стилем               | 25.55             | 38                | Завершила виступ | Завершила виступ | Завершила виступ | Завершила виступ |
| Nataliya Lovtsova                                                                   | 100 м вільним стилем              | 55.37             | 28                | Завершила виступ | Завершила виступ | Завершила виступ | Завершила виступ |
| Nataliya Lovtsova                                                                   | 100 м батерфляєм                  | 59.19             | 25                | Завершила виступ | Завершила виступ | Завершила виступ | Завершила виступ |
| Розалія Насретдінова                                                                | 50 м вільним стилем               | 24.94             | =22               | Завершила виступ | Завершила виступ | Завершила виступ | Завершила виступ |
| Арина Опьонишева                                                                    | 200 м вільним стилем              | 1:58.05           | 18                | Завершила виступ | Завершила виступ | Завершила виступ | Завершила виступ |
| Арина Опьонишева                                                                    | 400 м вільним стилем              | 4:11.83           | 20                | Н/Д              | Н/Д              | Завершила виступ | Завершила виступ |
| Арина Опьонишева                                                                    | 800 м вільним стилем              | 8:48.89           | 26                | Н/Д              | Н/Д              | Завершила виступ | Завершила виступ |
| Вероніка Попова                                                                     | 100 м вільним стилем              | 54.60             | 19                | Завершила виступ | Завершила виступ | Завершила виступ | Завершила виступ |
| Вероніка Попова                                                                     | 200 м вільним стилем              | 1:57.08           | 11 Q              | 1:57.22          | 9                | Завершила виступ | Завершила виступ |
| Дарія Устінова                                                                      | 100 м на спині                    | 1:01.45           | 23                | Завершила виступ | Завершила виступ | Завершила виступ | Завершила виступ |
| Дарія Устінова                                                                      | 200 м на спині                    | 2:09.96           | 13 Q              | 2:08.84          | 7 Q              | 2:07.89          | 4                |
| Єфімова Юлія Андріївна                                                              | 100 м брасом                      | 1:05.79           | 2 Q               | 1:05.72          | 2 Q              | 1:05.50          | 2                |
| Єфімова Юлія Андріївна                                                              | 200 м брасом                      | 2:23.90           | 8 Q               | 2:22.52          | 6 Q              | 2:21.97          | 2                |
| Anastasia Zuyeva                                                                    | 100 м на спині                    | 1:00.04           | 10 Q              | 59.68            | 9                | Завершила виступ | Завершила виступ |
| Anastasia Zuyeva                                                                    | 200 м на спині                    | 2:10.39           | 14 Q              | 2:09.12          | 11               | Завершила виступ | Завершила виступ |
| Viktoriya Andreeva Nataliya Lovtsova Розалія Насретдінова Вероніка Попова           | Естафета 4 × 100 м вільним стилем | 3:37.68           | 10                | Н/Д              | Н/Д              | Завершила виступ | Завершила виступ |
| Viktoriya Andreeva Арина Опьонишева Daria Mullakaeva Вероніка Попова Дарія Устінова | Естафета 4 × 200 м вільним стилем | 7:50.52           | 4 Q               | Н/Д              | Н/Д              | 7:53.26          | 7                |
| Anastasia Zuyeva Єфімова Юлія Андріївна Світлана Чімрова Вероніка Попова            | Естафета 4 × 100 м комплексом     | 3:57.44           | 4 Q               | Н/Д              | Н/Д              | 3:55.66          | 6                |

## Синхронне плавання
| Спортсменка | Дисципліна | Обов'язкова програма | Обов'язкова програма | Довільна програма (попередня) | Довільна програма (попередня)    | Довільна програма (попередня) | Довільна програма (фінал) | Довільна програма (фінал)        | Довільна програма (фінал) |
| Спортсменка | Дисципліна | Очки                 | Місце                | Очки                          | Загалом (обов'язкова + довільна) | Місце                         | Очки                      | Загалом (обов'язкова + довільна) | Місце                     |
| --- | ---------- | -------------------- | -------------------- | ----------------------------- | -------------------------------- | ----------------------------- | ------------------------- | -------------------------------- | ------------------------- |
| Іщенко Наталія Сергіївна Ромашина Світлана Олексіївна | Дуети      | 96.4577              | 1                    | 98.0667                       | 194.5244                         | 1 Q                           | 98.5333                   | 194.9910                         | 1                         |
| Чигирьова Влада Олександрівна Іщенко Наталія Сергіївна Колесніченко Світлана Костянтинівна Пацкевич Олександра В'ячеславівна Прокоф'єва Олена Геннадіївна Ромашина Світлана Олексіївна Шишкіна Алла Анатоліївна Топіліна Гелена Дмитрівна Шурочкіна Марія Володимирівна | Команда    | 97.0106              | 1                    | Н/Д                           | Н/Д                              | Н/Д                           | 99.1333                   | 196.1439                         | 1                         |

## Настільний теніс
| Спортсмен         | Дисципліна                  | Попередній раунд   | Раунд 1             | Раунд 2               | Раунд 3            | 1/8 фіналу         | Чвертьфінали       | Півфінали          | Фінал / БМ         | Фінал / БМ       |
| Спортсмен         | Дисципліна                  | Суперник Результат | Суперник Результат  | Суперник Результат    | Суперник Результат | Суперник Результат | Суперник Результат | Суперник Результат | Суперник Результат | Місце            |
| ----------------- | --------------------------- | ------------------ | ------------------- | --------------------- | ------------------ | ------------------ | ------------------ | ------------------ | ------------------ | ---------------- |
| Alexander Shibaev | одиночний розряд (чоловіки) | Bye                | Bye                 | Dyjas (POL) W 4–0     | Болл (GER) L 3–4   | Завершив виступ    | Завершив виступ    | Завершив виступ    | Завершив виступ    | Завершив виступ  |
| Maria Dolgikh     | одиночний розряд (жінки)    | Bye                | Lay J F (AUS) L 3–4 | Завершила виступ      | Завершила виступ   | Завершила виступ   | Завершила виступ   | Завершила виступ   | Завершила виступ   | Завершила виступ |
| Поліна Михайлова  | одиночний розряд (жінки)    | Bye                | Bye                 | Pavlovich (BLR) L 2–4 | Завершив виступ    | Завершив виступ    | Завершив виступ    | Завершив виступ    | Завершив виступ    | Завершив виступ  |

## Тхеквондо
| Спортсмен                           | Категорія           | 1/8 фіналу             | Чвертьфінали             | Півфінали          | Втішний поєдинок   | Фінал / БМ           | Фінал / БМ       |
| Спортсмен                           | Категорія           | Суперник Результат     | Суперник Результат       | Суперник Результат | Суперник Результат | Суперник Результат   | Місце            |
| ----------------------------------- | ------------------- | ---------------------- | ------------------------ | ------------------ | ------------------ | -------------------- | ---------------- |
| Денисенко Олексій Олексійович       | до 68 кг (чоловіки) | Contreras (VEN) W 12–2 | Тазеґюл (TUR) W 19–6 PTG | Ашаб (BEL) W 6–1   | Bye                | Абугауш (JOR) L 6–10 | 2                |
| Альберт Гаун                        | до 80 кг (чоловіки) | Лопес (USA) L 4–7      | Завершив виступ          | Завершив виступ    | Завершив виступ    | Завершив виступ      | Завершив виступ  |
| Баришникова Анастасія Володимирівна | до 67 кг (жінки)    | Гюлеч (GER) L 8–9      | Завершила виступ         | Завершила виступ   | Завершила виступ   | Завершила виступ     | Завершила виступ |

## Теніс
Чоловіки
| Спортсмен           | Дисципліна       | 1/32 фіналу                              | 1/16 фіналу                       | 1/8 фіналу               | Чвертьфінали       | Півфінали          | Фінал / БМ         | Фінал / БМ      |
| Спортсмен           | Дисципліна       | Суперник Результат                       | Суперник Результат                | Суперник Результат       | Суперник Результат | Суперник Результат | Суперник Результат | Місце           |
| ------------------- | ---------------- | ---------------------------------------- | --------------------------------- | ------------------------ | ------------------ | ------------------ | ------------------ | --------------- |
| Evgeny Donskoy      | одиночний розряд | Struff (GER) W 6–3, 6–4                  | Феррер (ESP) W 3–6, 7–6(7–1), 7–5 | Джонсон (USA) L 1–6, 1–6 | Завершив виступ    | Завершив виступ    | Завершив виступ    | Завершив виступ |
| Teymuraz Gabashvili | одиночний розряд | Албот (MDA) L 6–4, 4–6, 4–6              | Завершив виступ                   | Завершив виступ          | Завершив виступ    | Завершив виступ    | Завершив виступ    | Завершив виступ |
| Andrey Kuznetsov    | одиночний розряд | Bautista Agut (ESP) L 7–6(7–4), 2–6, ret | Завершив виступ                   | Завершив виступ          | Завершив виступ    | Завершив виступ    | Завершив виступ    | Завершив виступ |

Жінки
| Спортсменка                                                | Дисципліна       | 1/32 фіналу                          | 1/16 фіналу                                  | 1/8 фіналу                             | Чвертьфінали                                 | Півфінали                                 | Фінал / БМ                         | Фінал / БМ       |                  |
| Спортсменка                                                | Дисципліна       | Суперниця Результат                  | Суперниця Результат                          | Суперниця Результат                    | Суперниця Результат                          | Суперниця Результат                       | Суперниця Результат                | Місце            |                  |
| ---------------------------------------------------------- | ---------------- | ------------------------------------ | -------------------------------------------- | -------------------------------------- | -------------------------------------------- | ----------------------------------------- | ---------------------------------- | ---------------- | ---------------- |
| Касаткіна Дарія Сергіївна                                  | одиночний розряд | Джабір (TUN) W 3–6, 7–6(7–4), 6–1    | Zheng Ss (CHN) W 6–1, 6–4                    | Еррані (ITA) W 7–5, 6–2                | Кіз (USA) L 3–6, 1–6                         | Завершила виступ                          | Завершила виступ                   | Завершила виступ |                  |
| Кузнецова Світлана Олександрівна                           | одиночний розряд | Wang Q (CHN) W 6–1, 4–6, 6–0         | Нікулеску (ROU) W WO                         | Конта (GBR) L 6–3, 5–7, 5–7            | Завершила виступ                             | Завершила виступ                          | Завершила виступ                   | Завершила виступ |                  |
| Макарова Катерина Валеріївна                               | одиночний розряд | Бююкакчай (TUR) W 3–6, 6–0, 7–6(8–6) | Schmiedlová (SVK) W 3–6, 6–4, 6–2            | Квітова (CZE) L 6–4, 4–6, 4–6          | Завершила виступ                             | Завершила виступ                          | Завершила виступ                   | Завершила виступ |                  |
| Павлюченкова Анастасія Сергіївна                           | одиночний розряд | Лінетт (POL) W 6–0, 6–3              | Пуїг (PUR) L 3–6, 2–6                        | Завершила виступ                       | Завершила виступ                             | Завершила виступ                          | Завершила виступ                   | Завершила виступ | Завершила виступ |
| Касаткіна Дарія Сергіївна Кузнецова Світлана Олександрівна | парний розряд    | Н/Д                                  | Гренефельд / Зігемунд (GER) W 6–1, 6–4       | Місакі / Ходзумі (JPN) W 6–4, 1–6, 6–1 | Hlaváčková / Градецька (CZE) L 1–6, 6–4, 5–7 | Завершила виступ                          | Завершила виступ                   | Завершила виступ |                  |
| Макарова Катерина Валеріївна Весніна Олена Сергіївна       | парний розряд    | Н/Д                                  | An Rodionova / Ar Rodionova (AUS) W 6–1, 6–2 | Mitu / Олару (ROU) W 6–1, 6–4          | Мугуруса / Suárez Navarro (ESP) W 6–3, 6–4   | Шафарова / Стрицова (CZE) W 7–6(9–7), 6–4 | Бачинскі / Хінгіс (SUI) W 6–4, 6–4 | 1                |                  |

## Тріатлон
| Спортсмен              | Дисципліна | Плавання, 1,5 км | Перехід 1 | Велосипед, 40 км | Перехід 2 | Біг, 10 км   | Загалом Time | Місце        |
| ---------------------- | ---------- | ---------------- | --------- | ---------------- | --------- | ------------ | ------------ | ------------ |
| Олександр Брюханков    | чоловіки   | 17:26            | 0:51      | 57:03            | 0:46      | Не фінішував | Не фінішував | Не фінішував |
| Дмитро Полянський      | чоловіки   | 17:24            | 0:49      | 57:07            | 0:36      | 33:30        | 1:49:26      | 32           |
| Ігор Полянський        | чоловіки   | 17:18            | 0:51      | 56:32            | 0:41      | 33:49        | 1:49:11      | 31           |
| Анастасія Абросімова   | жінки      | 19:05            | 0:56      | 1:04:44          | 0:38      | 37:22        | 2:02:45      | 32           |
| Олександра Разарьонова | жінки      | 19:56            | 0:54      | 1:03:55          | 0:40      | 35:44        | 2:01:09      | 20           |
| Марія Шорец            | жінки      | 19:48            | 1:00      | 1:03:54          | 0:41      | 36:10        | 2:01:33      | 25           |

## Волейбол

### Пляжний
| Спортсмен                                | Дисципліна | Груповий етап | Місце | 1/8 фіналу                                                   | Чвертьфінали                                        | Півфінали                                          | Фінал / БМ                                     | Фінал / БМ      |
| Спортсмен                                | Дисципліна | Суперник Результат | Місце | Суперник Результат                                           | Суперник Результат                                  | Суперник Результат                                 | Суперник Результат                             | Місце           |
| ---------------------------------------- | ---------- | --- | ----- | ------------------------------------------------------------ | --------------------------------------------------- | -------------------------------------------------- | ---------------------------------------------- | --------------- |
| В'ячеслав Красильников Костянтин Семенов | Чоловіки   | Pool E Фіялек – Прудель (POL) W 2 – 0 (21–14, 21–13) E. Grimalt – M. Grimalt (CHI) W 2 – 0 (21–17, 21–14) Нуммердор – Варенгорст (NED) W 2 – 1 (21–15, 14–21, 15–9)                                                              | 1 Q   | Юноус – Перейра (QAT) W 2 – 0 (21–13, 21–13)                 | Діас – González (CUB) W 2 – 1 (22–20, 22–24, 18–16) | Лупо – Ніколаї (ITA) L 1 – 2 (21–15, 16–21, 13–15) | Броувер – Меувсен (NED) L 0 – 2 (21–23, 20–22) | 4               |
| Дмитро Барсук Микита Лямін               | Чоловіки   | Pool B Броувер – Меувсен (NED) L 0 – 2 (15–21, 14–21) Кантор – Лосяк (POL) W 2 – 0 (21–14, 21–17) Бекерманн – Флюгген (GER) W 2 – 0 (21–14, 21–17)                                                                               | 2 Q   | Олівейра – Pedro Solberg (BRA) W 2 – 1 (16–21, 21–14, 15–10) | Лупо – Ніколаї (ITA) L 1 – 2 (18–21, 22–20, 11–15)  | Завершив виступ                                    | Завершив виступ                                | Завершив виступ |
| Катерина Бірлова Євгенія Уколова         | жінки      | Pool A Антунеш – Франса (BRA) L 0 – 2 (14–21, 16–21) Бжостек – Калосінська (POL) L 0 – 2 (19–21, 18–21) Фендрік – Світ (USA) W 2 – 1 (21–18, 24–26, 15–13) Lucky Losers Hermannová – Sluková (CZE) W 2 – 1 (21–19, 12–21, 15–10) | 3 q   | Бакерісо – Фернандес (ESP) W 2 – 0 (23–21, 24–22)            | Беднарчук – Сейшас (BRA) L 0 – 2 (21–23, 16–21)     | Завершив виступ                                    | Завершив виступ                                | Завершив виступ |

### У приміщенні

#### Чоловічий турнір
Склад команди
Шаблон:Склад чоловічої збірної Росії з волейболу на літніх Олімпійських іграх 2016
Груповий етап
Шаблон:Підсумкова таблиця в групі B чоловічого турніру з волейболу на літніх Олімпійських іграх 2016
Шаблон:Чоловічий турнір з волейболу на літніх Олімпійських іграх 2016, гра B2
Шаблон:Чоловічий турнір з волейболу на літніх Олімпійських іграх 2016, гра B4
Шаблон:Чоловічий турнір з волейболу на літніх Олімпійських іграх 2016, гра B8
Шаблон:Чоловічий турнір з волейболу на літніх Олімпійських іграх 2016, гра B12
Шаблон:Чоловічий турнір з волейболу на літніх Олімпійських іграх 2016, гра B14
Чвертьфінал
Шаблон:Чоловічий турнір з волейболу на літніх Олімпійських іграх 2016, гра C3
Півфінал
Шаблон:Чоловічий турнір з волейболу на літніх Олімпійських іграх 2016, гра D2
Матч за бронзову медаль
Шаблон:Чоловічий турнір з волейболу на літніх Олімпійських іграх 2016, гра E1

#### Жіночий турнір
Склад команди
Шаблон:Склад жіночої збірної Росії з волейболу на літніх Олімпійських іграх 2016
Груповий етап
Шаблон:Підсумкова таблиця в групі A жіночого турніру з волейболу на літніх Олімпійських іграх 2016
Шаблон:Жіночий турнір з волейболу на літніх Олімпійських іграх 2016, гра A3
Шаблон:Жіночий турнір з волейболу на літніх Олімпійських іграх 2016, гра A5
Шаблон:Жіночий турнір з волейболу на літніх Олімпійських іграх 2016, гра A7
Шаблон:Жіночий турнір з волейболу на літніх Олімпійських іграх 2016, гра A11
Шаблон:Жіночий турнір з волейболу на літніх Олімпійських іграх 2016, гра A15
Чвертьфінал
Шаблон:Жіночий турнір з волейболу на літніх Олімпійських іграх 2016, гра C3

## Водне поло
Підсумок

Легенда:
- FT – Після основного часу.
- P – Долю матчу вирішила серія післяматчевих пенальті.

| Команда        | Дисципліна     | Груповий етап      | Груповий етап      | Груповий етап      | Груповий етап      | Груповий етап      | Груповий етап | Чвертьфінал        | Півфінал           | Фінал / БМ                | Фінал / БМ |
| Команда        | Дисципліна     | Суперник Результат | Суперник Результат | Суперник Результат | Суперник Результат | Суперник Результат | Місце         | Суперник Результат | Суперник Результат | Суперник Результат        | Місце      |
| -------------- | -------------- | ------------------ | ------------------ | ------------------ | ------------------ | ------------------ | ------------- | ------------------ | ------------------ | ------------------------- | ---------- |
| Russia women's | жіночий турнір | Австралія L 4–14   | Бразилія W 14–7    | Італія L 5–10      | Н/Д                | Н/Д                | 3             | Іспанія W 12–10    | Італія L 9–12      | Угорщина W 7–6P FT: 12–12 | 3          |

### Жіночий турнір
Склад команди
Шаблон:Склад жіночої збірної Росії з водного поло на літніх Олімпійських іграх 2016
Груповий етап
Шаблон:Підсумкова таблиця в групі A жіночого турніру з водного поло на літніх Олімпійських іграх 2016
Шаблон:Жіночий турнір з водного поло на літніх Олімпійських іграх 2016, гра A1
Шаблон:Жіночий турнір з водного поло на літніх Олімпійських іграх 2016, гра A4
Шаблон:Жіночий турнір з водного поло на літніх Олімпійських іграх 2016, гра A5
Чвертьфінал
Шаблон:Жіночий турнір з водного поло на літніх Олімпійських іграх 2016, гра C3
Півфінал
Шаблон:Жіночий турнір з водного поло на літніх Олімпійських іграх 2016, гра F2
Матч за бронзову медаль
Шаблон:Жіночий турнір з водного поло на літніх Олімпійських іграх 2016, гра G1

## Боротьба
Легенда:
- VT – Перемога на туше.
- PP – Перемога за очками – з технічними очками в того, хто програв.
- PO – Перемога за очками – без технічних очок в того, хто програв.
- SP – Перемога за явної переваги – різниця в очках становить принаймні 8 (греко-римська боротьба) або 10 (вільна боротьба) очок, з технічними очками в того, хто програв.
- ST – Перемога за явної переваги – різниця в очках становить принаймні 8 (греко-римська боротьба) або 10 (вільна боротьба) очок, без технічних очок у того, хто програв.

Чоловіки
| Спортсмен                     | Категорія | Кваліфікація          | 1/8 фіналу                  | Чвертьфінал                | Півфінал                | Втішний поєдинок 1 | Втішний поєдинок 2 | Фінал / БМ             | Фінал / БМ |
| Спортсмен                     | Категорія | Суперник Результат    | Суперник Результат          | Суперник Результат         | Суперник Результат      | Суперник Результат | Суперник Результат | Суперник Результат     | Місце      |
| ----------------------------- | --------- | --------------------- | --------------------------- | -------------------------- | ----------------------- | ------------------ | ------------------ | ---------------------- | ---------- |
| Лебедєв Віктор Миколайович    | до 57 кг  | Bye                   | Томар (IND) W 3–1 PP        | Рахімі (IRI) L 1–3 PP      | Завершив виступ         | Завершив виступ    | Завершив виступ    | Завершив виступ        | 9          |
| Рамонов Сослан Людвікович     | до 65 кг  | Гарсія (CAN) W 3–1 PP | Вальдес (CUB) W 3–1 PP      | Мандахнаран (MGL) W 3–0 PO | Наврузов (UZB) W 4–1 SP | Bye                | Bye                | Asgarov (AZE) W 4–0 ST | 1          |
| Гедуєв Аніуар Борисович       | до 74 кг  | Bye                   | Абдурахмонов (UZB) W 3–1 PP | Берроуз (USA) W 3–2 PP     | Hasanov (AZE) W 3–1 PP  | Bye                | Bye                | Яздані (IRI) L 1–3 PP  | 2          |
| Садулаєв Абдулрашид Булачович | до 86 кг  | Bye                   | Вереб (HUN) W 4–0 ST        | Себальос (VEN) W 3–0 PO    | Шаріфов (AZE) W 3–1 PP  | Bye                | Bye                | Yaşar (TUR) W 3–0 PO   | 1          |
| Болтукаєв Анзор Адамович      | до 97 кг  | Bye                   | Андрійцев (UKR) L 1–3 PP    | Завершив виступ            | Завершив виступ         | Завершив виступ    | Завершив виступ    | Завершив виступ        | 11         |
| Махов Білял Валерійович       | до 125 кг | Засєєв (UKR) L 1–3 PP | Завершив виступ             | Завершив виступ            | Завершив виступ         | Завершив виступ    | Завершив виступ    | Завершив виступ        | 13         |

Греко-римська боротьба
| Спортсмен                  | Категорія | Кваліфікація             | 1/8 фіналу               | Чвертьфінал           | Півфінал                 | Втішний поєдинок 1 | Втішний поєдинок 2 | Фінал / БМ             | Фінал / БМ | Фінал / БМ |
| Спортсмен                  | Категорія | Суперник Результат       | Суперник Результат       | Суперник Результат    | Суперник Результат       | Суперник Результат | Суперник Результат | Суперник Результат     | Місце      |            |
| -------------------------- | --------- | ------------------------ | ------------------------ | --------------------- | ------------------------ | ------------------ | ------------------ | ---------------------- | ---------- | ---------- |
| Ібрагім Лабазанов          | до 59 кг  | Кебіспаєв (KAZ) L 0–3 PO | Завершив виступ          | Завершив виступ       | Завершив виступ          | Завершив виступ    | Завершив виступ    | Завершив виступ        | 16         |            |
| Альбієв Ісламбек Цилімович | до 66 кг  | Панаїт (ROU) W 3–1 PP    | Chunayev (AZE) L 1–3 PP  | Завершив виступ       | Завершив виступ          | Завершив виступ    | Завершив виступ    | Завершив виступ        | 9          |            |
| Власов Роман Андрійович    | до 75 кг  | Bye                      | Кім Х У (KOR) W 3–1 PP   | Yang B (CHN) W 4–0 ST | Старчевич (CRO) W 3–1 PP | Bye                | Bye                | Мадсен (DEN) W 3–1 PP  | 1          |            |
| Чакветадзе Давит Гочайович | до 85 кг  | Тахмасебі (AZE) W 3–0 PO | Ахлагі (IRI) W 5–0 VT    | Kudla (GER) W 4–0 ST  | Лерінц (HUN) W 3–1 ST    | Bye                | Bye                | Беленюк (UKR) W 3–1 PP | 1          |            |
| Магомедов Іслам Курбанович | до 98 кг  | Bye                      | Арусаар (EST) W 3–0 PO   | İldem (TUR) L 1–3 PP  | Завершив виступ          | Завершив виступ    | Завершив виступ    | Завершив виступ        | 8          |            |
| Sergey Semenov             | до 130 кг | Рамонов (KGZ) W 3–1 PP   | Абдуллаєв (UZB) W 3–0 PO | Каджая (GEO) W 3–0 PO | Лопес (CUB) L 0–3 PO     | Bye                | Bye                | Набі (EST) W 3–0 PO    | 3          |            |

Жінки
| Дадашева Мілана Камілханівна | до 48 кг | Kim H-g (PRK) W 3–1 PP | Янкова (BUL) L 1–3 PP    | Завершила виступ           | Завершила виступ          | Завершила виступ | Завершила виступ | Завершила виступ       | 11 |
| Коблова Валерія Сергіївна    | до 58 кг | Німеш (GER) W 3–0 PO   | Орхон (MGL) W 4–0 ST     | Малік (IND) W 3–1 PP       | Тинибекова (KGZ) W 3–1 PP | Bye              | Bye              | Ітьо (JPN) L 1–3 PP    | 2  |
| Тражукова Інна В'ячеславівна | до 63 кг | Шаштін (HUN) W 3–0 PO  | Şahin (TUR) W 3–1 PP     | Xu R (CHN) W 3–1 PP        | Кавай (JPN) L 0–4 ST      | Bye              | Bye              | Михалик (POL) L 1–3 PP | 5  |
| Воробйова Наталія Віталіївна | до 69 кг | Bye                    | Сиздикова (KAZ) W 3–1 PP | Насанбурмаа (MGL) W 5–0 VT | Мостафа (EGY) W 5–0 VT    | Bye              | Bye              | Досьо (JPN) L 1–3 PP   | 2  |
| Букіна Катерина Борисівна    | до 75 кг | Амер (EGY) W 3–1 PP    | Адар (TUR) W 3–1 PP      | Феррейра (BRA) W 3–1 PP    | Манюрова (KAZ) L 0–5 VT   | Bye              | Bye              | Алі (CMR) W 3–1 PP     | 3  |